# Robert Jager
Robert Edward Jager (Binghamton, 25 augustus 1939) is een Amerikaans componist, arrangeur, muziekpedagoog en dirigent.

## Levensloop
Jager was van 1962 tot 1965 arrangeur in dienst van de United States Navy Armed Forces School of Music. Vervolgens studeerde hij aan de Universiteit van Michigan in Ann Arbor, waar hij in 1968 afstudeerde. Hij werd docent voor compositie en orkestdirectie aan de Old Dominion University in Norfolk (Virginia). In 1971 werd hij professor voor muziektheorie en compositie aan de Technologische Universiteit van Tennessee in Cookeville.
Als dirigent en leraar heeft hij ook buiten de Verenigde Staten in Canada, Europa, Japan en Taiwan gewerkt.
Als componist kreeg hij talrijke prijzen en onderscheidingen zoals de "National School Orchestra Association's Roth Award", de "Kappa Kappa Psi's Distinguished Service to Music Medal" (1973), de 1975 "Friends of Harvey Gaul Bicentennial Competition", de 1976 "American School Band Director's Association's Volkwein Award", de "National Band Association's Citation of Excellence" (1978), de "Distinguished Service Award from Purdue University" (1979), de "Orpheus Award from Phi Mu Alpha Sinfonia" (1980) en de "Sudler Order of Merit" van de John Philip Sousa Foundation (1985).
Hij is lid van de American Society of Composers, Authors and Publishers (ASCAP), de American Bandmaster Association (A.B.A.), de broederschappen "Phi Mu Alpha Sinfonia", "Kappa Kappa Psi" en "Phi Kappa Phi" alsook erelid van de Women Band Director's National Association.

## Composities

### Werken voor orkest
- 1968 Concert, voor Stage Band en symfonieorkest
- 1973 A Child's Garden of Verses, voor sopraan en kamerorkest
- 1981 Concert, voor tuba en orkest
- 1984 Concert, voor slagwerk en orkest
- 1985 Concert, voor eufonium en orkest
- 1989 The Pied Piper of Hamelin (De rattenvanger van Hamelen), voor spreker en orkest
- 1994 Kokopelli Dances, voor dwarsfluit en orkest
- 1996 Suite from "Edvard Munch", voor orkest
- 2000 Like A White Daisy Looks
- 2001 The Grandeur of God, voor gemengd koor en orkest

### Werken voor harmonieorkest
- 1963 Stars and Bars, mars
- 1964 Symfonie nr. 1, voor harmonieorkest (won in 1964 de A.B.A. Ostwald Award)
- 1965 Second Suite, voor harmonieorkest
- 1965 Sinfonia Noblissima, voor harmonieorkest[1]
- 1966 Chorale and Toccata
- 1966 Third Suite
  1. March
  2. Waltz
  3. Rondo
- 1967 March "Dramatic"
- 1968 The Tennessean March
- 1968 Variations on a Theme by Robert Schumann
  1. Tema-Moderato e Semplice
  2. L'Istesso Tempo
  3. Allegro Vivace
  4. Andante Sostenuto
  5. Presto
  6. Andante Sostenuto
  7. Allegro con Brio
  8. Alla Valse
  9. Adagio e Presto
- 1968 Diamond Variations (won in 1968 de A.B.A. Ostwald Award)
- 1969 Sinfonietta, voor harmonieorkest (won in 1972 de A.B.A. Ostwald Award)
- 1970 Tour de Force - March
- 1971 Courage To Serve - March
- 1972 Apocalypse
- 1973 Overture: Memory of a Friend
- 1975 Preamble
- 1975 Shivaree
- 1976 Japanese Prints
- 1976 Prelude: Concert Liberte
- 1976 Symfonie nr. 2 (The Seal Of The Three Laws), voor harmonieorkest
- 1977 Concert nr. 2, voor altsaxofoon en harmonieorkest
- 1978 Carpathian Sketches
- 1978 Jubilate
- 1979 Pastorale and Country Dance
- 1981 Concert, voor tuba en harmonieorkest
- 1981 Concerto for Band
- 1982 Tableau
- 1983 Prelude on an Old Southern Hymn
- 1983 Stars and Stripes Variations
- 1984 March of the Dragonmasters
- 1984 Esprit de Corps[2]
- 1984 Concert, voor slagwerk en harmonieorkest[3]
- 1985 Concert, voor eufonium en harmonieorkest
- 1985 Triumph and Tradition
- 1986 Colonial Airs and Dances
  1. The Contented Farmer
  2. The Thirsty Topper
  3. The Debtor's Welcome
  4. The King and the Miller
  5. Good Advice
- 1986 Eagle Rock Overture
- 1986 Heroic Saga
- 1986 Old Time Spirit
- 1987 Under the Big Top
- 1987 A Commemorative Suite
- 1988 Testament
- 1990 Bold Venture
- 1990 Cliff Island Suite
- 1990 Potomac Festival Overture
- 1991 Epilogue: Lest We Forget
- 1991 Uncommon Valor - March
- 1992 Lord, Guard and Guide - The Men Who Fly
- 1993 Meditations on a Scottish Hymn Tune
- 1993 The Wall
- 1993 Three Chinese Miniatures
- 1995 First Suite
- 1995 The Last Full Measure of Devotion
- 1998 Sinfonia Hungarica
- 1999 Variants on the Air Force Hymn
- 2000 Hebraic Rhapsody
- 2001 Joan of Arc
- 2001 Mystic Chords of Memory
- 2003 To Music (Reflections on Franz Schubert's "An die Musik")
- 2004 Concert In The Park
- 2004 In Sunshine and Shadows, voor sopraan, bariton solo, gemengd koor en harmonieorkest
- 2005 Highland Fling
- 2006 Libera Me
- 2007-2008 Eternal Vigilance (The Long, Brave Line), voor harmonieorkest
- Litany "In Terra Pax"

### Muziektheater

#### Toneelmuziek
- Lysistrata

### Werken voor koren
- 1983 Poor Richard's Almanack, voor gemengd koor
- 1990 Choral Fanfare: "Gloria", voor gemengd koor
- 1998 I Dream of Peace, voor kinderkoor en kamerorkest
- 2002 Sing and Dance for Joy, voor vrouwenkoor
- 2009 The Grandeur of God, voor solisten, kinderkoor, gemengd koor en orgel - tekst: Gerard Manley Hopkins

### Werken voor piano
- 1977 Variations on a Motive by Wagner, voor tuba trio
- 1981 Fantasy-Variations, voor dwarsfluit, tuba en piano
- 1988 Reflections, voor tuba en piano
- 1994 Mumblety-Peg, voor blaaskwintet
- 2000 Dialogues, voor twee piano's
- 2008 Aphorisms, voor klarinet en piano